# 旱榆
旱榆（学名：Ulmus glaucescens）是榆科榆属的植物，为中国的特有植物。分布在中国大陆的山西、内蒙古、山东、甘肃、辽宁、河南、陕西、宁夏、河北等地，生长于海拔500米至2,400米的地区，目前尚未由人工引种栽培。

## 别名
灰榆（华北经济植物志要） 崖榆 、粉榆（陕西延安）

## 异名
- Ulmus glaucescens Franch. var. lasiocarpa Rehd.